# Craterus (Korinthe)
Craterus (321 - ± 255 v.Chr.) was de zoon van de Macedonische veldheer Craterus en diens tweede echtgenote Phila, een dochter van Antipater.
Tijdens het bewind van Antigonus II Gonatas was hij vanaf ± 280 v.Chr. onderkoning van Korinthe en van de Macedonische gebiedsdelen in Midden-Griekenland en de Peloponnesos. Tijdens de zogenaamde Chremonideïsche Oorlog versloeg hij de Spartaanse koning Areus I (310 - 256 v.Chr., uit het huis der Agiaden).
Het is niet bewezen of hij één en dezelfde persoon is als de Macedoniër Craterus die een verzameling Atheense volksbesluiten gepubliceerd heeft (fragmenten uitgegeven door F. Jacoby, 1950).